# Crupet
Pour le ruisseau, voir Crupet (ruisseau).
Crupet (en wallon Crupet) est une section de la commune belge d'Assesse située en Wallonie dans la province de Namur.
C'était une commune à part entière avant la fusion des communes de 1977.
Le village fait partie de l'association qui regroupe les plus beaux villages de Wallonie.

## Étymologie
Le nom "Crupet" trouve vraisemblablement son origine dans le mot wallon (namurois) crupèt signifiant monticule.
Ou Crupays en wallon signifiant « pays cru » donc humide.

## Évolution démographique
- Source: DGS, 1831 à 1970=recensements population, 1976= habitants au 31 décembre

## Histoire
Le site de Crupet était déjà habité à l'époque gallo-romaine. On y a également retrouvé des tombes mérovingiennes. Au Moyen Âge, Crupet était une enclave liégeoise dans le comté de Namur.
Lors de la Bataille de France au cours de la Seconde Guerre mondiale, Crupet est le théâtre de combats entre allemands et français dans l'après midi du 12 mai 1940. Sous les ordres du commandant Pommares, les français (5e escadron du 14e régiment de dragons portés, avec deux pelotons antichars) doivent tenir Crupet jusqu'à 17h afin de protéger le repli derrière la Meuse du reste du 14e régiment de dragons portés. Ils sont attaqués vers 16h30 par la Panzer-Aufklärung-Abteilung 8, unité de reconnaissance de la 5e Panzerdivision de Max von Hartlieb-Walsporn qui cherche à atteindre la Meuse au plus vite avant la fin de la journée. Les Allemands infiltrent les positions françaises et font preuve d'une « rapidité stupéfiante ». Le repli des défenseurs démarre un quart d'heure plus tard et se déroule « dans des conditions tragiques qui coûtent de nombreuses pertes en personnel et matériel », dont au moins deux automitrailleuses de reconnaissance AMR 33. Crupet est alors aux mains des Allemands jusqu'à sa libération en 1944.

## Patrimoine et culture

### Patrimoine architectural
- Le donjon du XIIe siècle et le château-ferme de Crupet sont repris sur la liste du patrimoine immobilier classé d'Assesse. Le donjon est aussi repris comme patrimoine exceptionnel de Wallonie. Cité depuis 1304, ancienne dépendance de la Principauté de Liège. Propriété des Carondelet, seigneurs de Solre-sur-Sambre au XVIe siècle, passée par alliance aux Mérode qui le gardèrent jusqu'à la Révolution française. Il fut acheté et restauré en 1925 par l'architecte Blomme[3].
- Eglise Saint-Martin. Edifice en moellons de grès et calcaire comprenant une tour d'origine médiévale coiffé d'une flèche piriforme dans la 2e moitié du XVIIe siècle[4].
- L'ensemble formé par l'église Saint-Martin, le vieux cimetière contigu, le presbytère daté de 1654, la place de l'église et le tilleul centenaire croissant sur cette place sont aussi repris sur la liste du patrimoine immobilier classé d'Assesse.
- La grotte artificielle dédiée à saint Antoine de Padoue et son diable, imaginée par l’abbé Joseph Gérard et bâtie avec l'aide des villageois au début du XXe siècle[5].
- La maison néo-classique construite au milieu du XIXe siècle située au no 7 de la rue Haute et la longue façade de la fermette sise au no 14 de cette même rue (début du XIXe siècle).
- L'ancienne école bâtie en moellons de grès et datée de 1863 se situe au no 15 de la rue Haute.
- La place du jeu de balle située rue Haute.
- Les moulins Purnode-Lamy, de la Ramonette, de la papeterie Delvosal (ou des Ramiers) daté de 1770, d'Avillon-Moulin sont d'anciens moulins à eau situés le long de la rue Basse.
- L'ancien fermette en pan de bois et torchis datant probablement du XVIIIe siècle se situe au no 4A de la rue de Messe.
- La chapelle Saint-Roch datant du XIXe siècle située rue des Loges[6] et la potale Saint-Joseph, rue Saint-Joseph.
- Grande ferme de Jassogne, datant de la fin du XVIIe et du début du XVIIIe siècle[7].
- Ferme de Lizée, ancien bien de la famille d'Anthinne, reconstruite au XIXe siècle[8].
- Ferme de Venate. Citée au début du XVIIe siècle comme propriété du seigneur de Crupet, Jean Carondelet et datant de la 2e moitié du XVIIe et du XIXe siècle[8].

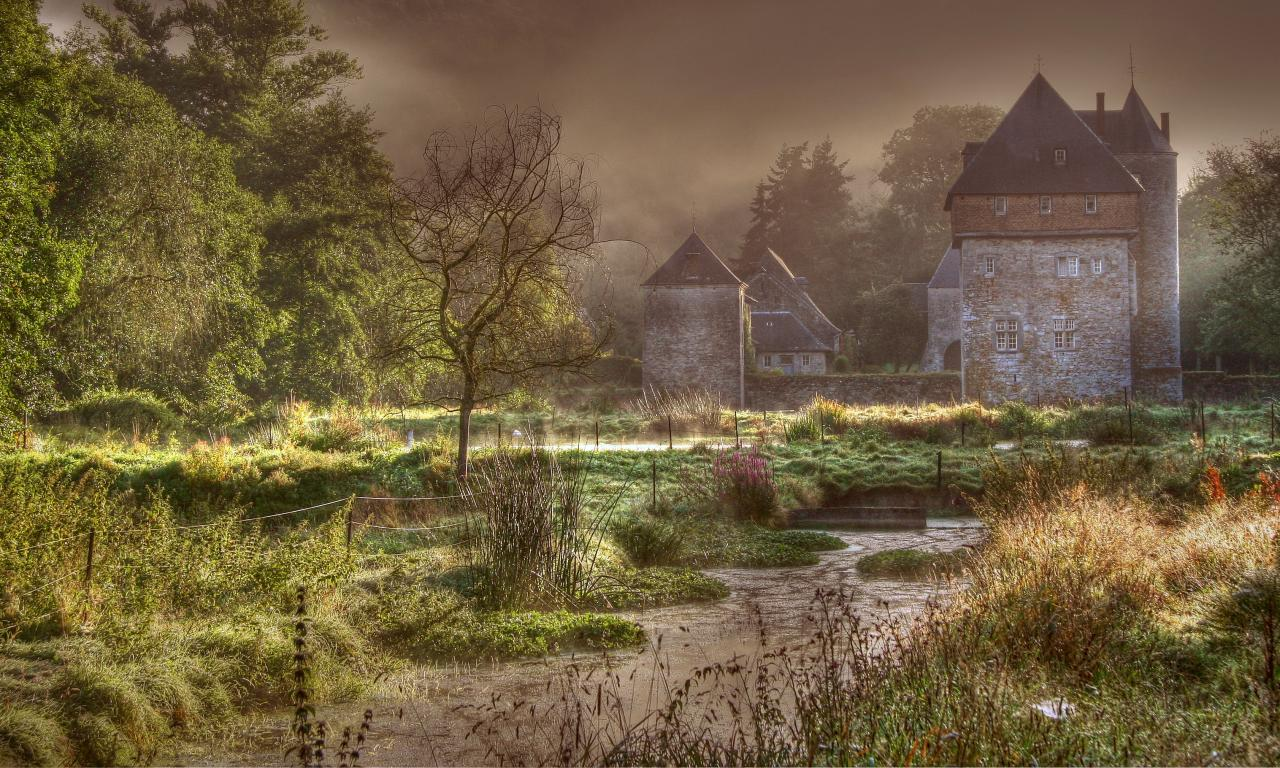
Le château-ferme et le donjon.
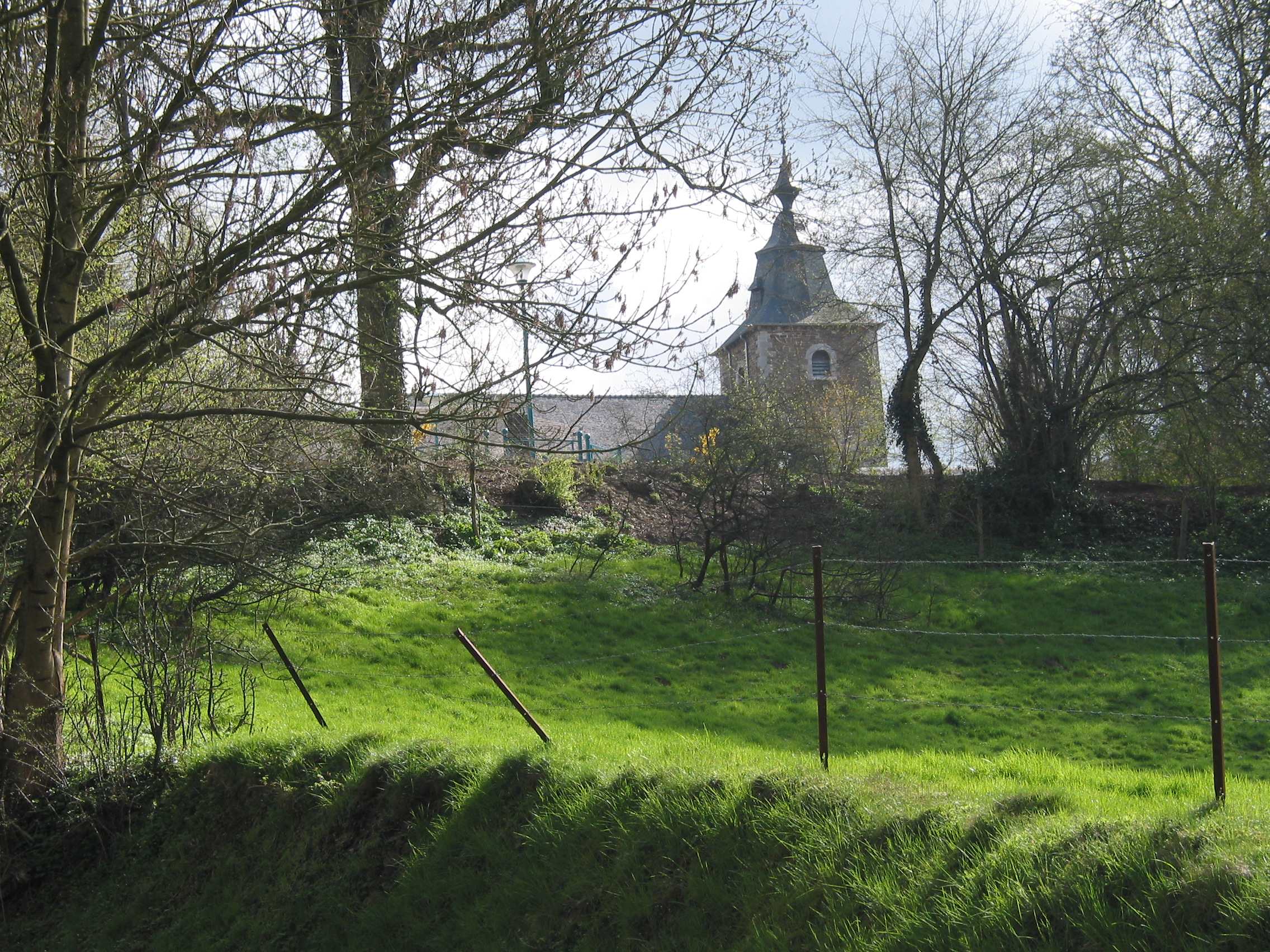
L'église Saint-Martin.
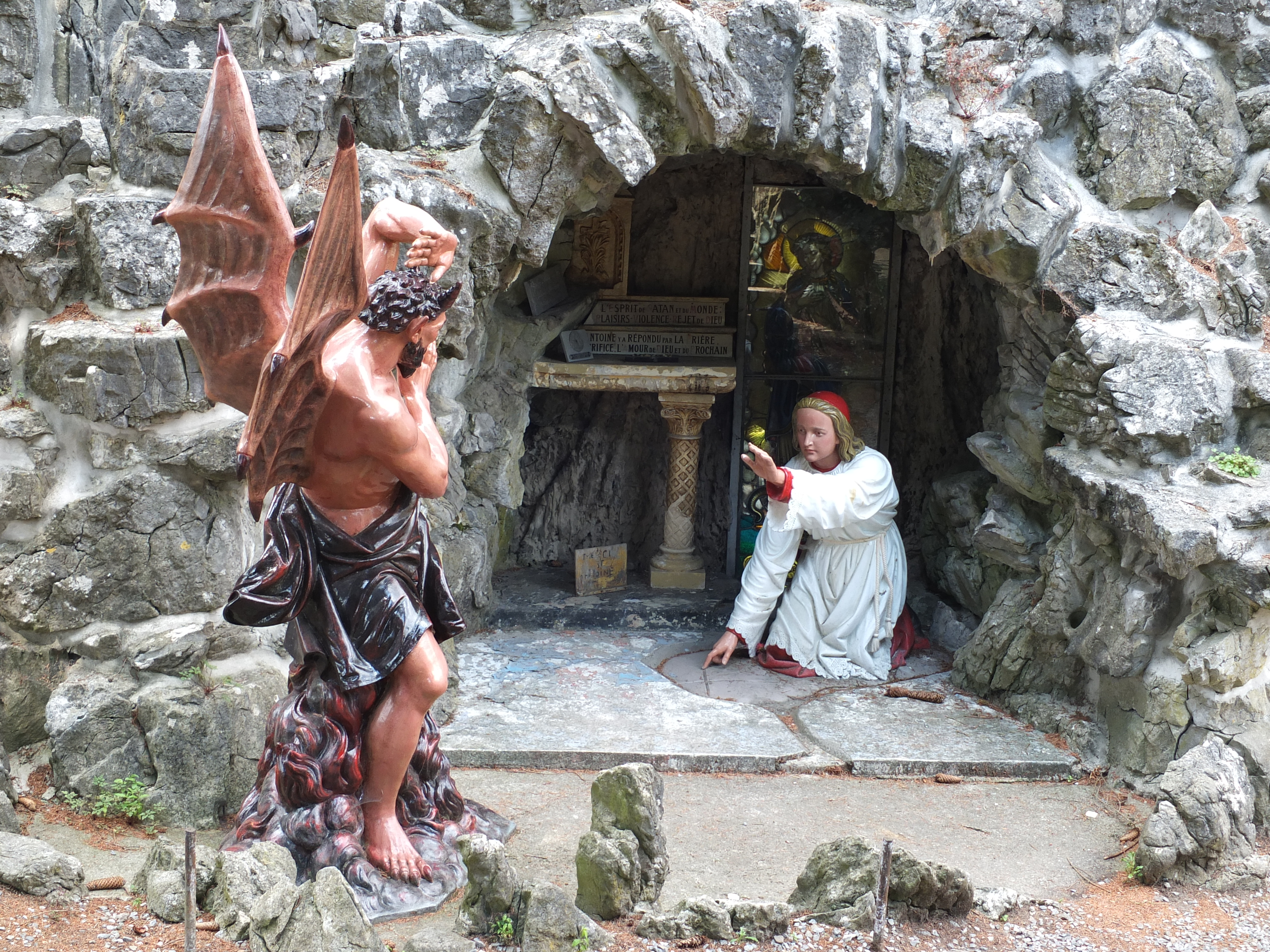
La grotte Saint Antoine (détail).
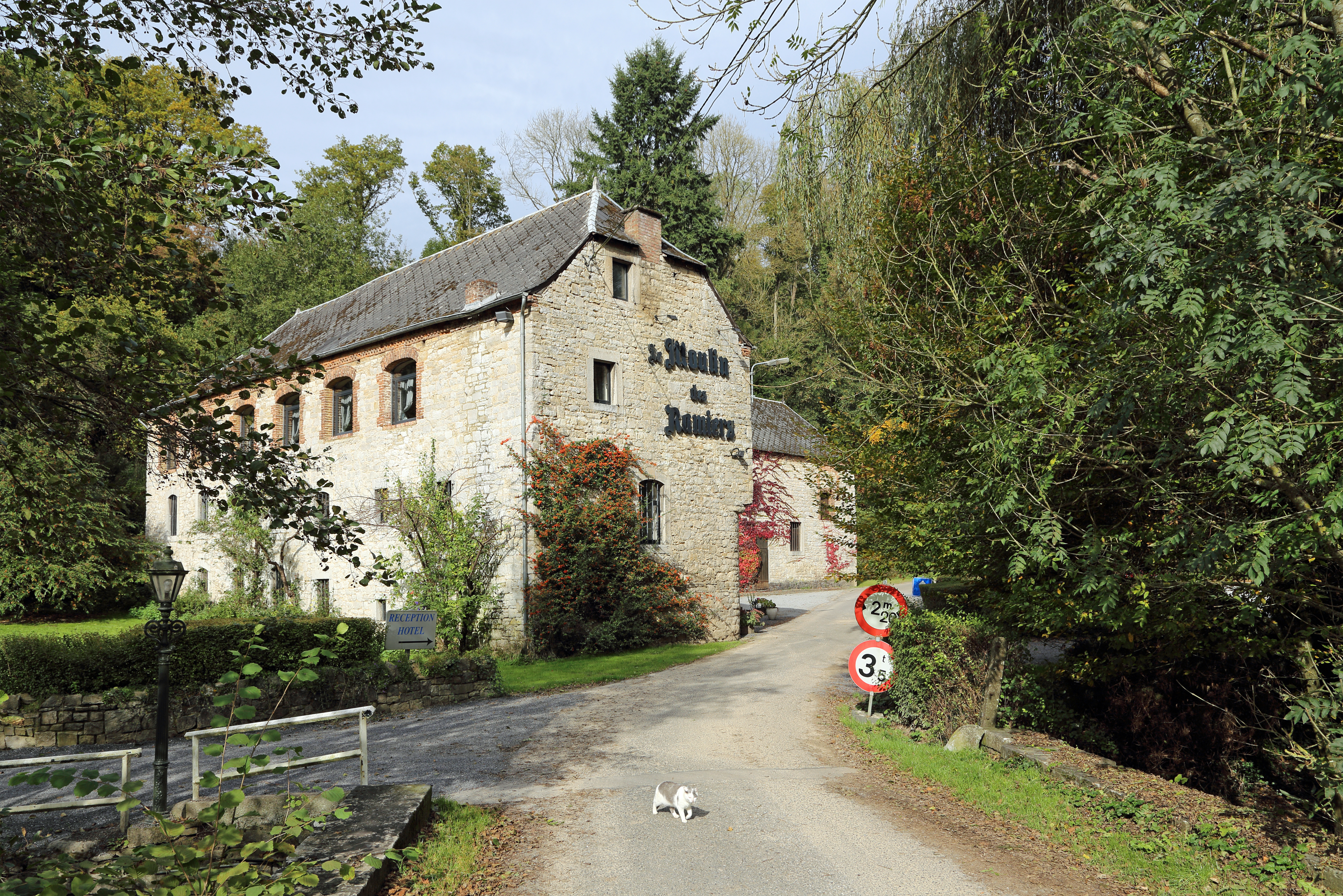
Le moulin des Ramiers.
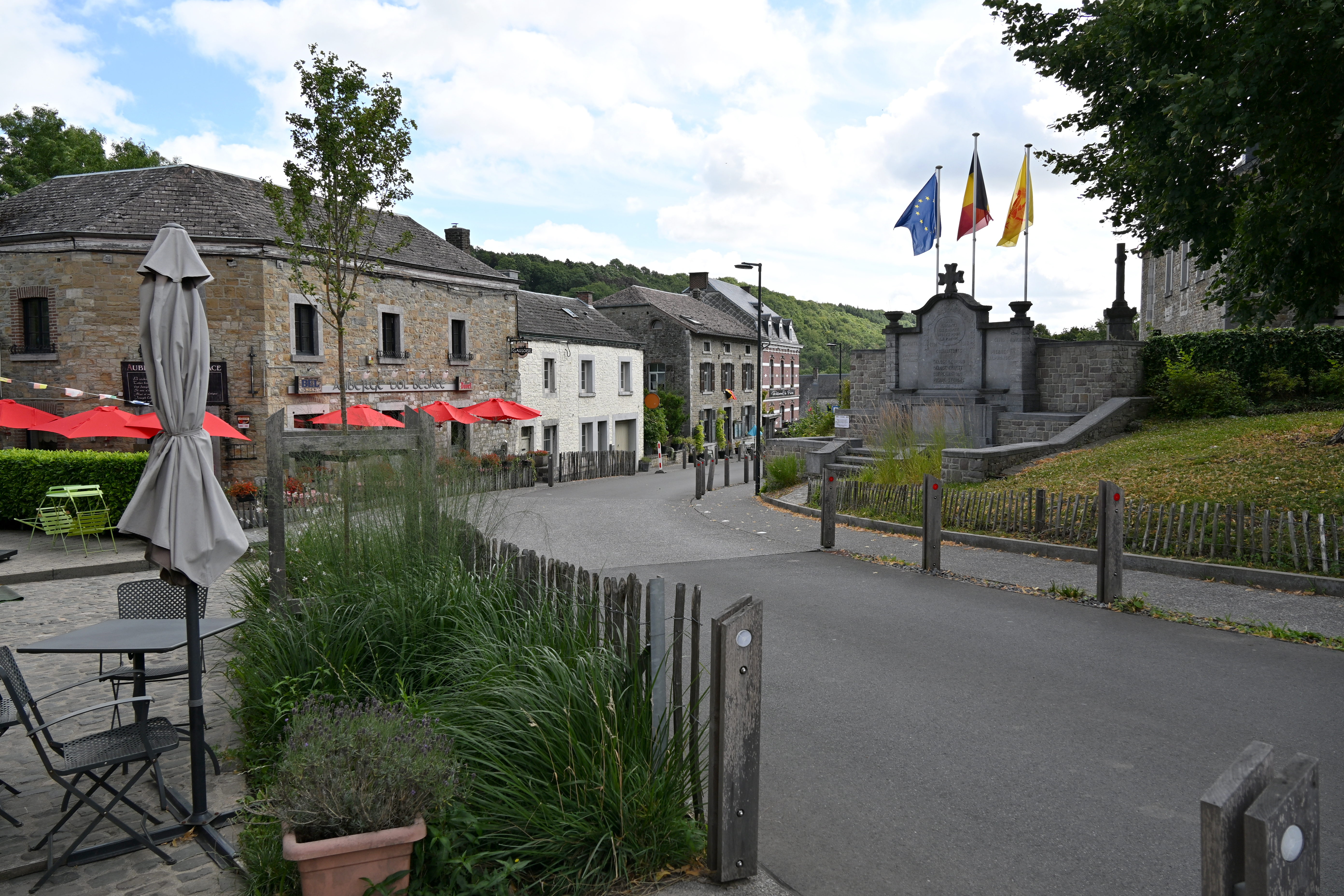
La rue Haute.
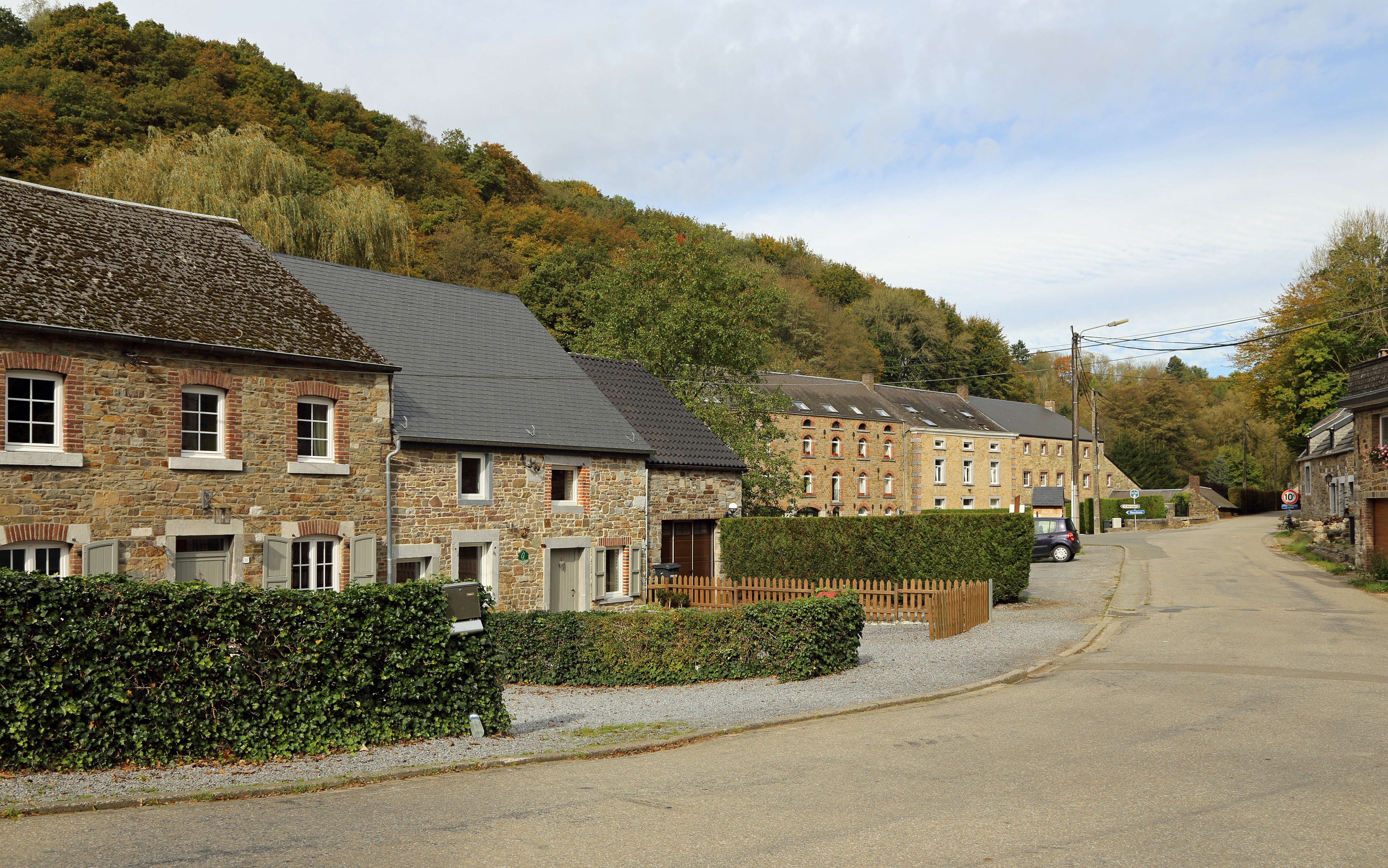
La rue Basse.